# Беттмэн, Гэри
Гэри Брюс Беттмэн (англ. Gary Bruce Bettman, род. 2 июня 1952 года) — комиссар Национальной хоккейной лиги с 1993 года. До этого Беттмэн работал вице-президентом и главным консультантом Национальной баскетбольной ассоциации. Беттмэн — выпускник Корнеллского университета и юридического факультета Нью-Йоркского университета.
За время правления Беттмэна резко увеличилась доходность НХЛ с 400 млн долларов, когда он был нанят, до 2,2 млрд долларов в 2006/07 годах. Он также расширил лигу семью новыми командами.
Однако Беттмэн часто подвергался критике за «американизацию» хоккея, и за расширение лиги в нетрадиционную сферу влияния хоккея, юг США, вместо расширения в Канаду и север США. Он также был ключевой фигурой трёх локаутов в НХЛ, включая локаут 2004/05 годов, когда был отменён целый сезон. Эти противоречия сделали его непопулярной личностью у поклонников хоккея.
Гэри Беттмэн является членом Международного еврейского спортивного зала славы с 2016 года
26 июня 2018 года было объявлено о включении функционера в Зал хоккейной славы. Церемония включения состоялась 12 ноября 2018 года.

## Биография
В Корнеллском университете Беттмэн изучал промышленность и трудовые отношения. Во время учебы он был членом братства Alpha Epsilon Pi. Университет он окончил в 1974 году. После получения степени доктора юридических наук в юридическом факультете Нью-Йоркского университета в 1977 году, Беттмэн был принят на работу в крупнейшую юридическую фирму Нью-Йорка Proskauer Rose Goetz & Mendelsohn.
Беттмэн имеет еврейское происхождение, живет вместе со своей женой Шелли и тремя детьми: Лорейн, Джорданом и Бриттани. Его сводный брат Джеффри Полак является комиссаром Мировой серии покера.

## НБА
Беттмэн начал работать в НБА в 1981 году и занимался в основном маркетинговыми и юридическими делами. За долгие годы работы в НБА он доработался до должности главного консультанта лиги и вице-президента. Беттмэн сыграл ключевую роль в усовершенствовании потолка зарплат в НБА в 1983 году.

## Комиссар НХЛ
1 февраля 1993 года Беттмэн стал первым комиссаром Национальной хоккейной лиги, сменив на этом посту Джила Стейна, последнего президента НХЛ. Перед Беттмэном была поставлена задача расширить НХЛ на американский рынок, завершить расширение лиги, уладить дела с профсоюзами, а также провести модернизацию лиги.

## XM Satellite Radio
Беттмэн ведет еженедельное часовое шоу на радио NHL Home Ice (XM 204). Шоу позволяет болельщикам пообщаться непосредственно с комиссаром лиги, задать ему любые вопросы или высказать своё мнение или пожелания, относящиеся к хоккею.

## Основные события в НХЛ во время руководства Беттмэна
- Увеличение лиги с 24 до 32 команд («Флорида Пантерз», «Анахайм Майти Дакс», «Нэшвилл Предаторз», «Атланта Трэшерз», «Миннесота Уайлд», «Коламбус Блю Джекетс», «Вегас Голден Найтс», «Сиэтл Кракен»);
- 6 команд совершили переезд:
  - «Миннесота Норт Старз» → «Даллас Старз»,
  - «Квебек Нордикс» → «Колорадо Эвеланш»,
  - «Виннипег Джетс» → «Аризона Койотис»,
  - «Хартфорд Уэйлерс» → «Каролина Харрикейнз»,
  - «Атланта Трэшерз» → «Виннипег Джетс»,
  - «Аризона Койотис» → «Юта»;

- Введение жёсткого потолка зарплат;
- Отмена ничейных результатов и введение буллитных серий в матчах регулярного чемпионата;
- Ужесточение правил против грубой и грязной игры — фактический отказ от услуг тафгаев;
- Три локаута (1994/1995, 2004/2005, 2012/2013);
- Участие игроков НХЛ в пяти Олимпиадах (1998, 2002, 2006, 2010, 2014);
- 17 разных команд выигрывали Кубок Стэнли при Беттмэне;
- Рост средней заработной платы игроков с $ 467 000 до $ 3 млн;
- Регулярное проведение командами НХЛ матчей чемпионата на открытом воздухе и за пределами Северной Америки;
- Введение овертаймов в матчах регулярного чемпионата в формате 3 на 3.